# 1830 en philosophie
Chronologie de la philosophie
- 1826
- 1827
- 1828
- 1829
- 1830
- 1831
- 1832
- 1833
- 1834

L’année 1830 a été marquée, en philosophie, par les événements suivants :

## Publications
- Cours de philosophie positive, d'Auguste Comte.
- Troisième et dernière édition de l'ouvrage Encyclopédie des sciences philosophiques, d'Hegel.